# 库比苏
库比苏（法語：Coubisou，法語發音：[kubizu]）是法国阿韦龙省的一个市镇，属于罗德兹区。

## 地理
库比苏（44°33'11"N, 2°43'54"E）面积30.95 平方千米，位于法国奧克西塔尼大區阿韦龙省，该省份为法国南部内陆省份，位于法國中央高原南部，北起顺时针与康塔爾省、洛泽尔省、加尔省、埃罗省、塔恩省、塔恩-加龙省和洛特省接壤。
与库比苏接壤的市镇（或旧市镇、城区）包括：贝叙埃茹勒、勒凯罗勒、埃斯帕利永、埃斯坦、蒙佩鲁、勒奈拉克、塞布拉扎克。

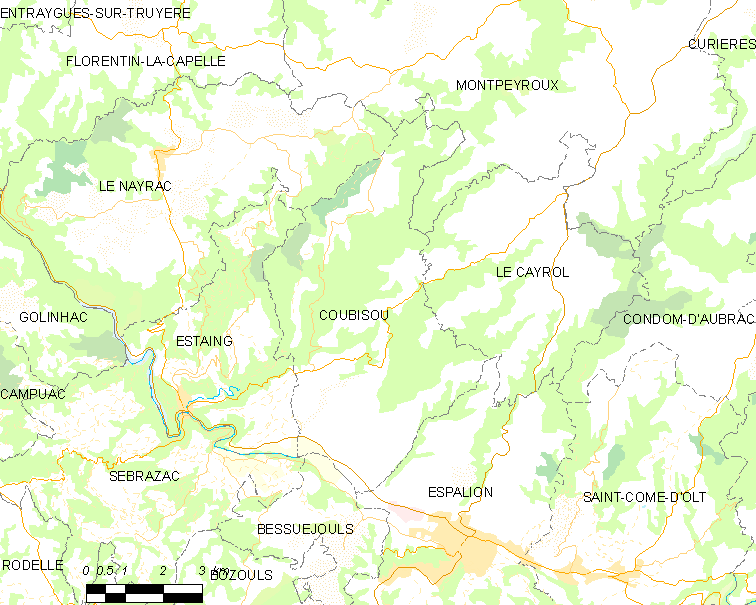
库比苏的OSM定位图

库比苏的时区为UTC+01:00、UTC+02:00（夏令时）。

## 行政
库比苏的邮政编码为12190，INSEE市镇编码为12079。

## 政治
库比苏所属的省级选区为洛特-特吕耶尔县。

## 人口

1962-2008年间库比苏人口变化图示

库比苏于2022年1月1日时的人口数量为475人。